# Asserballe Sogn
Asserballe Sogn  ist eine Kirchspielsgemeinde (dän.: Sogn)  in Nordschleswig im südlichen Dänemark. Bis 1970 gehörte sie zur Harde Als Sønder Herred im damaligen Aabenraa-Sønderborg Amt danach zur Augustenborg Kommune im damaligen Sønderjyllands Amt, die im Zuge der Kommunalreform zum 1. Januar 2007 in der „neuen“  Sønderborg Kommune in der Region Syddanmark aufgegangen ist.
Im Kirchspiel leben 824 Einwohner, davon 266 im Kirchdorf Asserballe (Stand: 1. Januar 2023).